# La Ciotat
La Ciotat (em occitano La Ciutat, também grafado La Ciéutat; literalmente «a cidade») é uma comuna francesa na região administrativa da Provença-Alpes-Costa Azul, no departamento de Bocas do Ródano. Sensivelmente equidistante de Toulon e de Marselha é, juntamente com Ceiresta, uma das duas comunas deste departamento inseridas também na unidade urbana de Toulon. Estende-se por uma área de 31,46 km². Em 2010 a comuna tinha 35 660 habitantes (densidade: 1 133,5 hab./km²).
Destaca-se pelo seu importante património cultural, tendo sido o cenário de alguns dos primeiros filmes criados e exibidos (em particular, L'Arrivée d'un train en gare de La Ciotat), e o local de surgimento da petanca.